# Miquetot
Miquetot is een gehucht in de Franse gemeente Angerville-la-Martel in het departement Seine-Maritime in Normandië. 
Het gehucht ligt in het zuidwesten van de gemeente, een kilometer ten zuidwesten van het dorpscentrum van Angerville. Een kilometer verder ten zuidwesten ligt het gehucht la Perruque in buurgemeente Colleville en een kilometer verder ten westen het gehucht Alventot in buurgemeente Sainte-Hélène-Bondeville.

## Geschiedenis
Oude vermeldingen van de naam gaan terug tot de 13de eeuw als Mikieltot en de 15de eeuw als Miquieltot. Op de 18de-eeuwse Cassinikaart is hier het plaatsje Miquetot aangeduid.
Op het eind van het ancien régime op het eind van de 18de eeuw, toen de gemeenten werden gecreëerd, werd de plaats ondergebracht in de gemeente Angerville-la-Martel.
Angerville-la-Martel · Daubeuf · Limerville · Miquetot · Rue d'Angerville · Ypreville